# 劉憲 (成化戊戌進士)
劉憲（1445年—1508年），字廷式，號鹿山，湖廣長沙府益陽縣人，明朝政治人物。成化戊戌進士。正德初，官至南京刑部侍郎。因劉瑾陷害下獄身死。

## 生平
早年出身國子生，成化七年（1471年）辛卯科湖廣鄉試第十二名舉人，十四年（1478年）戊戌科進士。初官蕪湖縣知縣，擢監察御史，丁憂服闋，弘治六年（1493年）閏五月復除山東道御史，十一年正月陞大理寺右寺丞，十月轉左寺丞。十四年十月奉命往陕西延绥、宁夏等地招募士兵，十五年五月陞都察院右僉都御史、巡撫寧夏。寧夏衛大沙井驛草塲火燬糧草，劉憲調查未完，正德二年（1507年）閏正月即陞南京刑部右侍郎。當時劉瑾秉政，遣給事中檢查各地邊儲，舉發劉憲巡撫任內隱匿草場燒燬之事。劉憲因此被逮，下錦衣衛獄，正德三年（1508年）六月死於獄中。劉瑾伏誅後，朝廷察劉憲之忠節，遣官諭祭。

## 著作
有《鹿山雜集》3卷。

## 家族
曾祖劉旻；祖父劉崇賓；父劉綱。母陳氏。重庆下。弟安、寅。娶王氏。